# Редунийоки
Редунийоки — река в России, протекает по Муезерскому району Карелии. Устье реки находится в 12 км от устья Мурдойоки по правому берегу. Протекает через озеро Шуры-Редуниярви. Длина реки составляет 16 км, площадь водосборного бассейна — 37 км².

## Данные водного реестра
По данным государственного водного реестра России относится к Балтийскому бассейновому округу, водохозяйственный участок реки — Реки Карелии бассейна Балтийского моря на границе РФ с Финляндией, включая оз. Лексозеро. Относится к речному бассейну реки Реки Карелии бассейна Балтийского моря.
Код объекта в государственном водном реестре — 01050000112102000010013.